# Igła nad Przechodem

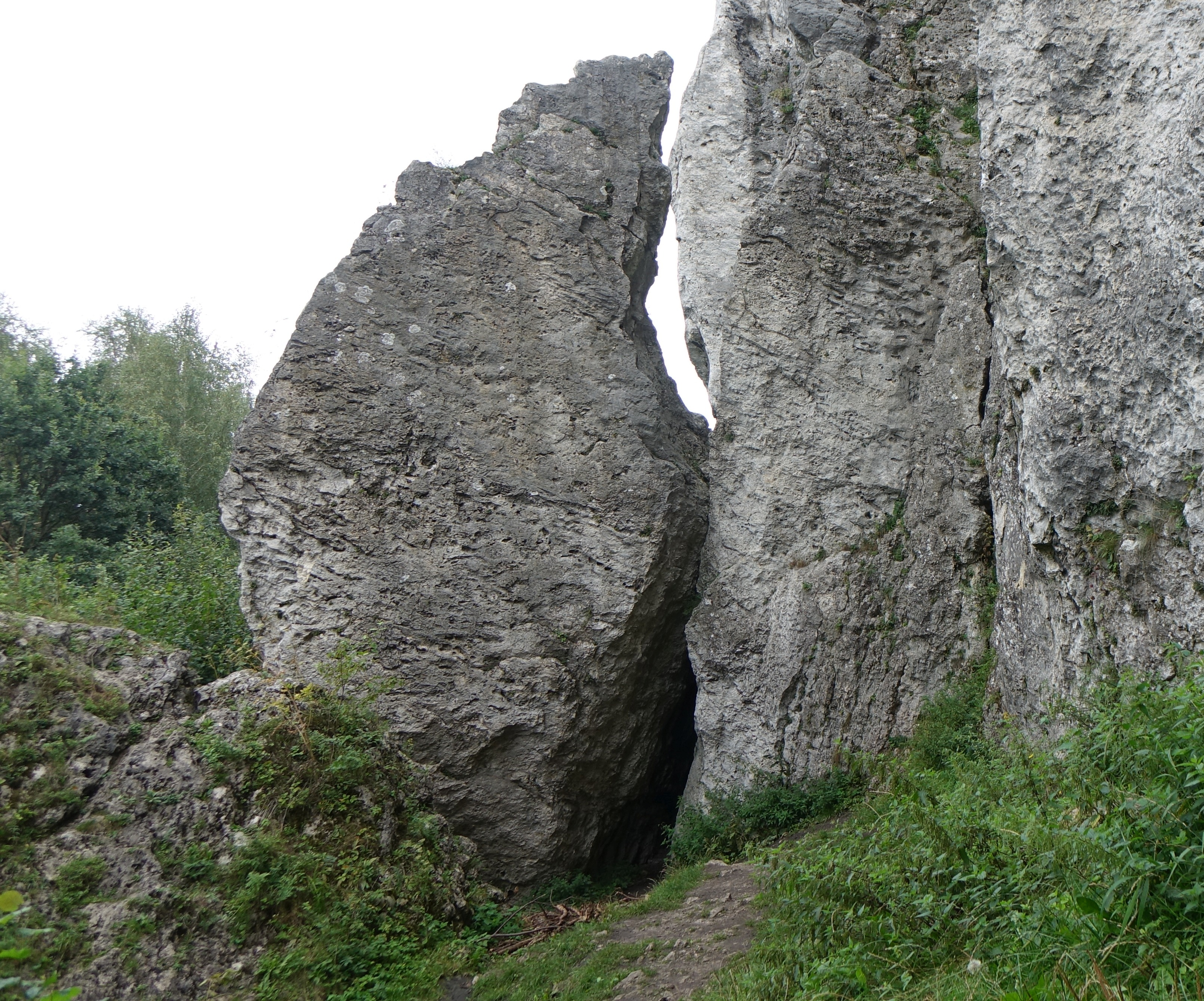
Igła nad Przechodem, przechód i Omszała Baszta

Igła nad Przechodem – skała w grupie skał Okiennika Wielkiego, zwanego też Okiennikiem Dużym lub Okiennikiem Skarżyckim. Znajduje się w granicach wsi Piaseczno w województwie śląskim, w powiecie zawierciańskim, w gminie Włodowice na Wyżynie Częstochowskiej.
Igła nad Przechodem to niewielka i całkowicie odrębna turniczka w północnej części masywu Okiennika. Ma wysokość około 10 m i oparta jest o Omszałą Basztę. Pomiędzy turniami tymi jest przejście (przechód, przełaz) wykorzystywany przez wspinaczy skalnych. Na niektórych portalach wspinaczkowych skała ta ma nazwę Przełaz. Na ścianach Igły nad Przechodem są trzy drogi wspinaczkowe o trudności VI.1 i VI+. Mają zamontowane stałe punkty asekuracyjne: ringi i dwa ringi zjazdowe (drz). Wśród wspinaczy skalnych skała ma średnią popularność.
1. Trzy schronienia – Budda; VI+, 3r + drz
2. Trzy schronienia – Dharma; VI.1, 3 r + drz
3. Trzy schronienia – Sanga; VI.1, 3r + drz[5].

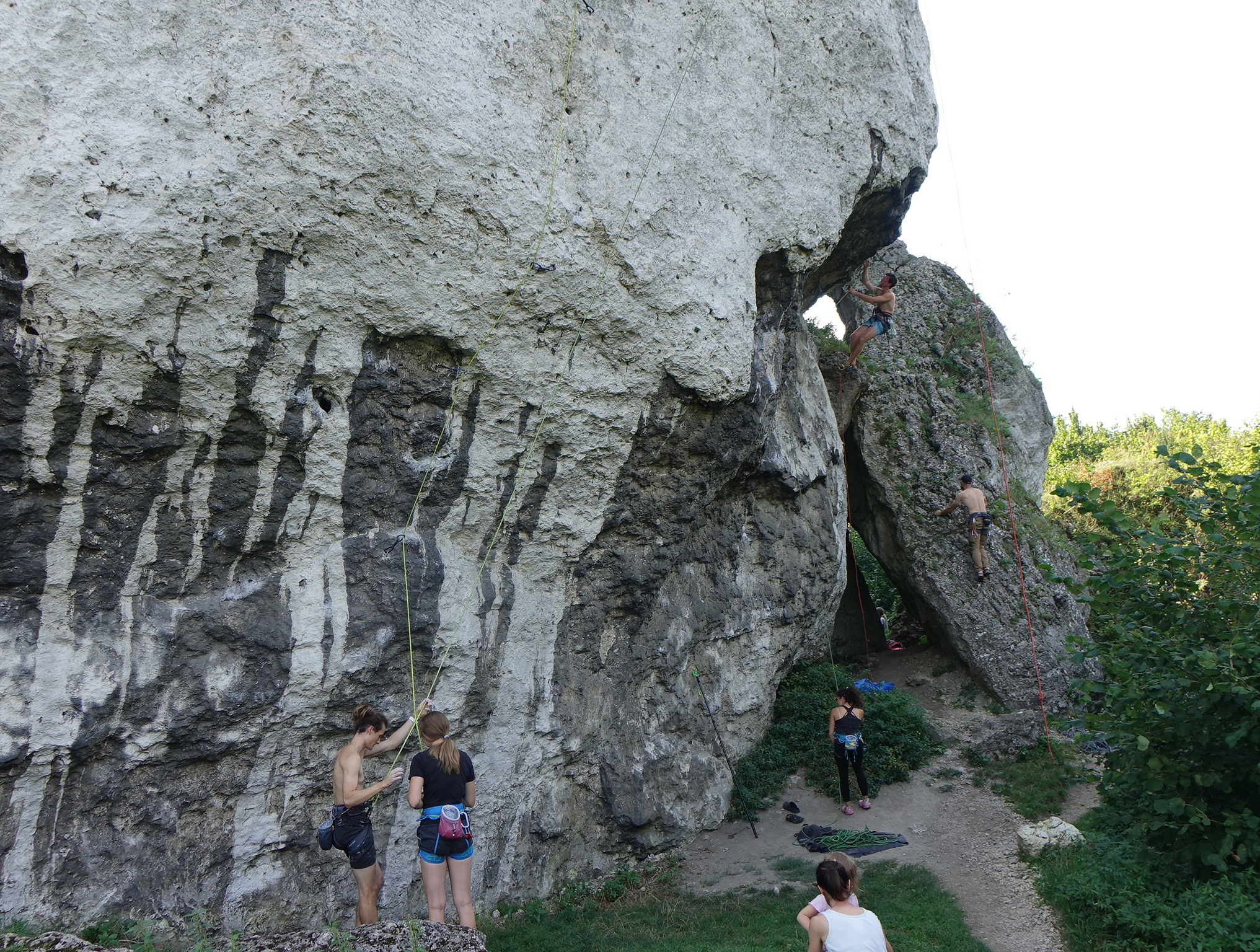
Wspinaczka na Igle nad Przechodem